# Alseis peruviana
Alseis peruviana är en måreväxtart som beskrevs av Paul Carpenter Standley. Alseis peruviana ingår i släktet Alseis och familjen måreväxter. Inga underarter finns listade i Catalogue of Life.